# Wiersz sylabiczny
Wiersz sylabiczny – wiersz mający równą liczbę sylab, akcent stały pada na przedostatnią sylabę wersu. W wierszu sylabicznym zdanie nie zawsze kończy się w wersie, występują średniówki. Najczęściej jest pisany 13-zgłoskowcem lub 11-zgłoskowcem.
Wiersz sylabiczny można określić jako numeryczny, w którym podstawą miary jest ta sama liczba sylab. Akcent bywa strukturalny i występuje w klauzuli, rzadziej w średniówce.
Zasady polskiego wiersza sylabicznego ustalił w swojej praktyce poetyckiej Jan Kochanowski.
Czego chcesz od nas, Panie, za Twe hojne dary?
Czego za dobrodziejstwa, którym nie masz miary?
Kościół Cię nie ogarnie, wszędy pełno Ciebie:
I w otchłaniach, i w morzu, na ziemi, na niebie.
(Jan Kochanowski, Czego chcesz od nas, Panie, za Twe hojne dary)
Na podstawie sylabicznej opiera się wersyfikacja polska i francuska. W poezji francuskiej najważniejszym formatem jest aleksandryn, czyli dwunastozgłoskowiec z podziałem po zgłosce szóstej. Sylabizm panuje też w wersyfikacji serbskiej, gdzie podstawowym rodzajem wiersza jest dziesięciozgłoskowiec ze średniówką po sylabie czwartej.